# Chokladsoldaten

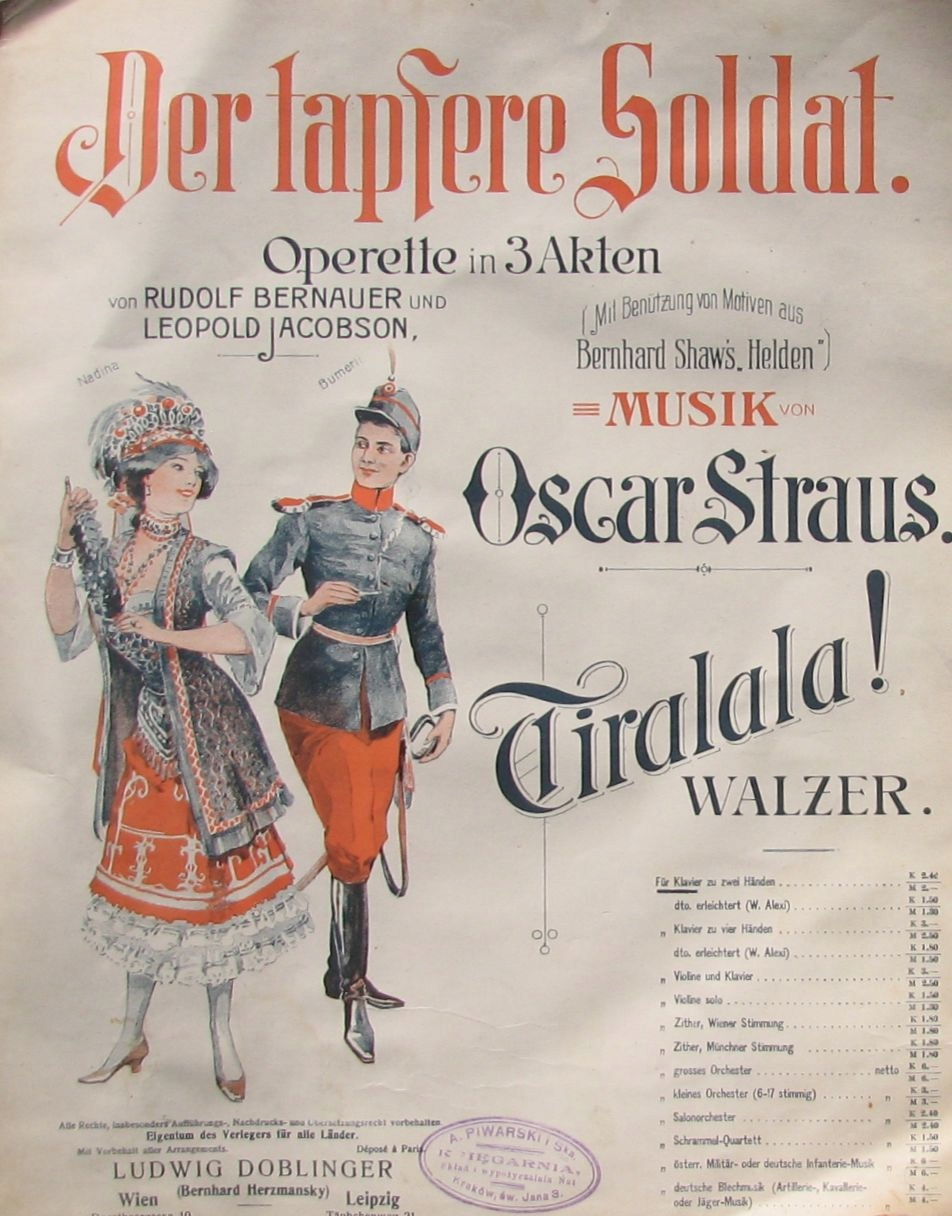
Titelblad till "Tirila-Walzer" ur Chokladsoldaten.

Chokladsoldaten (tyska: Der tapfere Soldat eller Der Pralinésoldat) är en österrikisk wieneroperett i tre akter med musik av Oscar Straus med ett libretto av Rudolf Bernauer och Leopold Jacobson. Texten bygger på komedin Helden (original: Arms and the Man) av den irländske författaren George Bernard Shaw. Verket hade premiär den 14 november 1908 på Theater an der Wien i Wien. Framgången var så stor att boken översattes till flera språk. Operetten översattes dessutom till engelska med titeln The Chocolate Soldier och till franska som Le Soldat de Chocolat.
Engelska versioner hade framgång på Broadway och i London med början 1909. Den första filmversionen kom 1915. I filmen med samma namn (The Chocolate Soldier) användes en hel del av Straus musik men har för övrigt lite med operetten att göra då handlingen bygger på Ferenc Molnárs pjäs Testőr.

## Bakgrund
Efter succén med operetten En valsdröm ville librettisten Leopold Jacobsen använda sig av författaren George Bernard Shaws pjäs Arms and the Man, vilken hade varit en stor framgång i Wien med titeln Helden, som underlag för en ny operett. Jacobsen och Straus kontaktade Shaws tyske översättare Siegfried Trebitsch, men Shaw vägrade ens tänka över förslaget med motiveringen att operetten skulle bli en succé, skulle hans pjäs glömmas bort. Trebitsch gav inte upp och till sist lyckades han övertala Shaw, som dock ställde tre krav: 1) ingen av hans dialog eller rollkaraktärer fick användas, 2) i all annonsering och reklam skulle det framgå att stycket var "en icke-auktoriserad parodi på Mr Bernhard Shaws pjäs", samt 3) att Shaw inte skulle ha någon royalty från intäkterna.
Shaw skulle komma att avsky resultatet och kalla det för "en urusel opéra bouffe i värsta 1860-talsstil", men ångra att han inte accepterade några intäkter då verket visade sig bli en stor internationella långkörare. När Shaw 1921 fick höra att Franz Lehár ville tonsätta hans pjäs Pygmalion lät han meddela Lehár att denne inte fick använda sig av Pygmalion med stöd av upphovsrättslagen och att han inte ville upprepa misstaget med Chokladsoldaten. Pygmalion blev senare omarbetad av Alan Jay Lerner och Frederick Loewe till musikalen My Fair Lady, då de (åtminstone i teorin) använde sig av ett synopsis utarbetat av Shaw själv och med rättigheter utfärdade av teaterbolaget. Vis av skadan och förlusten av royalties begärde Shaw en osedvanligt hög summa pengar när filmproducenten Louis B. Mayer på Metro-Goldwyn-Mayer ville köpa rättigheterna till Arms and the Man på 1930-talet för att göra filmen The Chocolate Soldier med Nelson Eddy och Jeanette MacDonald. Mayer förväntade sig en ömsesidig förståelse och kompromiss, men Shaw vägra backa från sina krav: "Nej, mr Mayer, jag befarar att vi två aldrig kommer kunna komma överens. Du förstår, du är en idealist medan jag bara är en affärsman!". I slutändan använde MGM inte Shaws version utan Molnárs pjäs The Guardsman vilken de redan hade rättigheterna till.

## Historia
Operetten hade premiär den 14 november 1908 på Theater an der Wien, under ledning av dirigenten Robert Stolz och med Grete Holm som Nadina och Louise Kartousch som Mascha, where it was a considerable success.. På grund av oroligheter nere på Balkanhalvön, omdömeslös rollbesättning, dåliga recensioner och därmed färre publik spelades operetten endast 62 gånger.
Den första engelska versionen hade premiär i New York den 13 september 1908 där den dock blev en smärre framgång på Broadway. Den sattes upp på nytt 1910, 1921, 1930, 1931, 1934 och 1947 (med ett reviderat libretto av Guy Bolton. Premiären i London ägde rum på Lyric Theatre 1910 och blev också en stor succé  som gick i över 500 föreställningar. Operetten gjordes även som stumfilm 1915.
Det var knappast överraskande att de flesta Londonkritiker anmärkte på att hur fördelaktigt The Chocolate Soldier påminde om en komisk opera snarare än en typisk musikkomedi. En recensent kallade den till och med för den bästa sedan Mikadon (1885). Detta gladde givetvis Straus, som i en intervju 1908 uttalade sig: "Jag anser att den humoristiska aspekten här har utvecklats så mycket att stycket nästan blivit groteskt. Utomlands [i Österrike] insisterar vi mycket mer på det sentimentala". Detta förklarar varför den alltför sentimentala En valsdröm inte slog i London. Vad gällde skillnaderna i presentation mellan Wien och London fortsatte Straus:
...Era körer är mycket större och damerna, måste jag tillstå, är mycket yngre. Även orkestern måste jag erkänna är större och bättre, och ni har många fler sånger än vi skulle nöja oss med. På grund av det har jag varit tvungen att komponera fem ytterligare sångnummer till Londonuppsättningen.

## Personer
| Roller                                         | Röststämma | Premiärbesättning 14 november 1908 Dirigent: Robert Stolz |
| ---------------------------------------------- | ---------- | --------------------------------------------------------- |
| Bumerli, en schweizisk legosoldat              | tenor      | Herr Werner                                               |
| Nadina Popoff, en bulgarisk flicka             | sopran     | Grete Holm                                                |
| Alexius, en bulgarisk soldat, älskad av Nadina | tenor      | Karl Streitmann                                           |
| Mascha                                         | sopran     | Louise Kartousch                                          |
| Aurelia                                        | kontraalt  | Frl. Schütz                                               |
| Popoff                                         | baryton    | Max Pallenberg                                            |
| Massakroff                                     | baryton    | Herr Albin                                                |

## Handling
Operetten utspelas ca 1885 nära Obsjtina Dragoman i Bulgarien.

### Akt 1
Serbien och Bulgarien utkämpar det Serbisk-bulgariska kriget och den bulgariske översten Popoffs hustru och dotter saknar sina män; översten själv och major Alexius Spiridoff, som är förlovad med dottern Nadina. Hennes kusin Mascha, som bor hos familjen Popoff, älskar också Alexius. Ensam i sitt sovrum kramar Nadina fotografiet av sin älskade och sjunger om sin beundran och kärlek till sin "modige" husar och längtar tills han kommer tillbaka.
En inkräktare vid namn Bumerli klättrar in genom hennes sovrumsfönster. Han ser väldigt ordinär ut, inte alls som den hjälte Nadina dyrkar. I själva verket har han flytt från kriget och klättrar upp via Popoffs stuprör. Han bär en serbisk uniform, men avslöjar att han egentligen är schweizare och tjänstgör i den serbiska armén som legosoldat. När hon hotar att ropa på hjälp hotar han henne med sin revolver, men när han lägger den ifrån sig tar hon upp den och hotar att skjuta honom. Han skrattar och berättar att han i sin ammunitionspung endast har choklad och inga kulor alls.
Nadina roas av den "lille chokladsoldaten". Han berättar en historia från kriget i vilken en korkad bulgarisk officer tappade kontrollen över sin häst och oavsiktligt ledde en kavalleritrupp mot de serbiska kanonerna som råkade vara laddade med fel ammunition och därmed kunde intas. Nadina blir rasande när hon inser att officeren var hennes egen Alexius och beordrar Bumerli att ge sig av. Just som han ska gå ropar hon honom tillbaka precis innan en trupp av högljudda bulgariska soldater anförda av kapen Massakroff anländer. Som tur är har Bumerli haft tid att gömma sig bakom gardinerna och Nadina lovar att hon inte har sett någon. Medan de bulgariska soldaterna söker igenom huset kommer Nadinas moder Aurelia och den unga Mascha till hennes sovrum. De anar att något är lurt och när de upptäcker Bumerlis revolver är det kört.
Efter att soldaterna har lämnat huset drar Nadina undan gardinerna. Där ligger den sovande Bumerli och kvinnorna väcker honom med sitt tjatter. Han är dock fortfarande trött och vill bara somna om. De genomsöker huset efter civila kläder för att hjälpa honom att fly. Ovetande om varandra stoppar alla tre ner var sitt fotografi i hans jacka - överstens favoritrock.

### Akt 2
Ett halvår har gått och kriget är över. Utanför Popoffs residens välkomnar familjen och tjänarna sina hjältar. Nadina gläds över att ha Alexius hemma, men hon inser snabbt att han långt ifrån är den hjälte hon har inbillat sig. Han skryter och tänker bara på sig själv. När han orerar om kanonerna inser han att Nadina vet mer än hon borde. Kvinnorna blir lika generade när Popoff berättar om en schweizisk soldat i serbiska armén som de mötte efter krigsslutet. Han berättade en rolig historia om hur han flydde från kriget och gömde sig i ett hus där alla damerna blev förtjusta i honom.
Intrigen tätnar när Bumerli återvänder. Han har kommit för att återlämna sin flyktkläder och lyckas smussla dem till damerna utan att någon ser det. Manfolket blir förbryllade att återse honom, men de bjuder in honom till bröllopet mellan Nadina och Alexius. Bumerli lyckas träffa Nadina i enrum och erkänner att det var kärleken till henne som fick honom att återvända. Han står inte ut med att hon ska gifta sig men någon annan och vill ge sig av. Nadina är förkrossad och ber att få sitt fotografi tillbaka, men Bumerli tittade aldrig fickan - det är fortfarande där!
Översten bär sin favoritrock. Damerna försöker på alla sätt hindra honom från att stoppa ned händerna i fickorna genom att ge honom tändstickor och näsduk. Slutligen lyckas de alla återta var sitt fotografi i tron att det är deras eget. Nadina ser att hon har Maschas fotografi och att det finns ett avslöjande meddelande på baksidan. Hon blir svartsjuk och inser att det är Bumerli hon älskar.
Gästerna anländer till bröllopet. Kapen Massakroff känner igen Bumerli som den inkräktare som klättrade uppför stupröret. I kaoset som uppstår visar Mascha fram Nadinas fotografi. Popoff och Alexius är inga ljushuvuden, men till och med de kan lägga ihop två och två. Alexius är rasande på Nadina, och hon i sin tur förklarar att hon inte längre älskar honom.

### Akt 3
Nadina sitter i sitt sovrum och skriver ett brev till Bumerli. Det är inget vänligt brev och hon är fortfarande svartsjuk på Mascha. När hon avslutat brevet visar sig Bumerli i fönstret. Nadina ger honom brevet men han tar det inte på allvar. Om hon inte älskade honom skulle hon inte vara så svartsjuk.
Massakroff anländer med en utmaning från Alexius till Bumerli att duellera. Bumerli accepterar utan tvekan trots Nadinas oro. Alexius är också orolig - han hade aldrig utmanat sin rival om han inte hade varit säker på att denne aldrig skulle accepterat. Det verkar som Alexius har kommit fram till slutsatsen att han kan bli lycklig med Mascha i stället.
Alla tvivel huruvida Bumerli skulle kunna bli en bra make åt Nadina undanröjs av avslöjandet att han är sin till en rik schweizisk affärsman.

## Musiknummer i den tyska versionen
I originalversionen är musiken följande efter ouvertyren:

### Akt 1
- "Wir marschieren durch die Nacht"
- "Mein Held!"
- "Wie schön ist dieses Männerbild"
- "Komm', Komm! Held meiner Träume"
- "In meinen Leben sah ich nie einen Helden"
- "Ach, du kleiner Praliné-Soldat"
- "Es ist ein Schicksal, schwer zu tragen; Weil's Leben süss und herrlich ist"
- "Suchet alle Mann, der Serbe nicht entwischen Kann!"
- "Drei Frauen sassen am Feuerherd; Tiralala! (finale)"

### Akt 2
- "Ein Hoch ein Hoch der Heldenschar!"
- "Ich bin gewöhnt stets nur zu siegen; Mein Mädchenherz, das schlägt"
- "Ich habe die Feinde geschlagen auf's Haupt"
- "Ein Jeder hat es schon erfahren; Wenn man so dürfte, wie man wollte"
- "Ach, es ist doch ein schönes Vergnügen"
- "Es war einmal ein Fräulein"
- "Leute, Leute, kommt herbei"
- "Ich was der Held deiner Träume"

### Akt 3
- "Mein lieber Herr von Bumerli"
- "Pardon! Ich steig' ja nur auf den Balcon!"
- "Du magst dein Köpfchen noch so heftig schütteln; Freundchen, Freundchen nur nicht toben"
- "Wenn ein Mann ein Mädchen; Lieber Schwiegerpapa, liebe Schweigermama"
- "Ich geb' Dir morgens einem Kuss"